# Roselle Park (New Jersey)
 Roselle Park – miejscowość  w hrabstwie Union w stanie New Jersey w USA.
- Liczba ludności (2000) – ok. 13,3 tys.
- Powierzchnia – 3,2 km²
- Położenie – 40°39'55" N  i 74°16'7"  W